# Масакр у Фокеји
Масакр у Фокеји се догодио у јуну 1914. године, као део наводне политике етничког чишћења Османског царства која је укључивала изгнанство, масакр и депортације. Наводно су га починиле нерегуларне турске групе против претежно  етничког грчког града Фокеје, модерне Фоче, на источној обали Егејског мора. Масакр је био део шире антигрчке кампање коју су покренуле младотурске османске власти, која је укључивала бојкот, застрашивање, присилне депортације и масовна убиства. Овај догађај био је један од најгорих напада током лета 1914. године.

## Историја
Године 1914. Османско царство је тек изашло из катастрофалних балканских ратова, у којима је изгубило већину својих европских територија, осим Источне Тракије, од хришћанског балканског савеза. Неколико десетина хиљада балканских муслимана стигло је у Царство као избеглице.
Истовремено су порасле тензије са Краљевином Грчком око поседовања острва у североисточном Егеју, које је Грчка заузела током ратова. У фебруару 1914. Велике силе су одлучиле да Грчка задржи већину њих, што је одлука коју је османска влада одбила. Резултат је била грчко-османска поморска трка, уз претње ратом због питања острва. У овој атмосфери, грчко становништво Османског царства постало је мета младотурске османске владе, од медијске кампање против њих, ограничења до аутономије њихових образовних институција, наметања војног рока, као и разних финансијских мера, што је кулминирало бојкотом предузећа у грчком власништву. Младотурско руководство је почело да спроводи политику етничког чишћења у пролеће 1914. Грчке заједнице у Егејском региону Анадолије и Источне Тракије биле су на мети, суочене са бојкотом, застрашивањем, нападима нерегуларних снага и масакром. Неке заједнице су имале прилику да избегну смрт преласком на ислам. У вилајету Ајдин, на егејској обали Анадолије, у оквиру ове кампање деловало је укупно 8.000–10.000 наоружаних нерегуларних јединица (башибозука). Према извештајима које је поднео дански конзул оближње Смирне, Алфред Ван де Зее, ове групе је финансирала и водила Османска држава.

### Масакр
Почетком јуна 1914. турске нерегуларне групе опљачкале су села јужно од Менемена, због чега је грчко становништво побегло. Грчке избеглице из околних региона слиле су се у оближњу Фокеју 11. јуна. Фокеја, приморски град северно од Смирне, обухватао је око. 9.000 становника и био је претежно насељен етничким Грцима. 
Дана 12. јуна, нерегуларне групе су кренуле у напад на саму Фокеју. Напад је почео током ноћи са три различите стране и од почетка је био добро организован. Наоружане групе су упале у неколико кућа и стрељале њихове становнике, без обзира на старост и пол, а осим убистава догодило се и неколико силовања. Немачки амбасадор Вангенхајм и амерички амбасадор Хенри Моргентау известили су да је око педесет људи убијено, док су извештаји о грчким избеглицама из Фокеје повећали број на 100 док неки извори наводе да је било 200 убијених. Тела масакрираних бачена су у бунаре и укључивала свештенике, старце и децу. Станови и продавнице које је становништво у паници већ напустило систематски су пљачкани. Количина опљачкане имовине била је толико велика и распрострањена да су у подели учествовале чак и нерегуларне групе које нису учествовале у масакру и уништавању. Преживело цивилно становништво отрчало је у луку и покушало да побегне чамцем. Због општег нереда, неки људи су се удавили док су покушавали да пливају да би се спасли.
Дана 25. јуна, дански конзул Смирне, Алфред Ван де Зее, цитирао је очевице разарања: За четврт сата након што је напад почео, сваки чамац у месту био је пун људи који су покушавали да побегну, а када више није било чамаца, становници су потражили уточиште на малом полуострву на коме се налази светионик. Видео сам једанаест тела мушкараца и жена како леже на обали. Колико их је убијено, не могу да кажем, али покушавајући да уђем у кућу чија су врата била одшкринута, видео сам још два леша како леже у улазном холу. Свака радња у месту је опљачкана, а роба која се није могла однети безобзирно је уништена.
Такође, француски археолог, Феликс Сартио и његов тим за ископавања били су сведоци масакра. Његово документовано сведочење и фотографије су од непроцењиве вредности у описивању редоследа догађаја пре и током масакра. Француска археолошка мисија предузела је драстичне мере да помогне преосталом становништву и успела је да спасе стотине њих. Они су истакли француске заставе на својим домовима и пружили склониште кад год је то било могуће док су нерегуларне групе још увек чиниле зверства. Према речима француског археолога и очевидца Шарла Мансијеа, османске власти су послале редовне трупе у Фокеју да се обрачунају са починиоцима, али су и ове трупе учествовале у разарању града. Мансије помиње да је, када су напустили своје куће, видео најсрамнија дела која су икада могла да се замисле. Такође наводи да су 17. јуна из Измира послани војници да заведу ред, али су и ови војници на крају опљачкали град и наводи да су се убиства и пљачке наставили до 18. јуна. Мансије још наводи да су злочини којима је био сведок, била организоване природе која је имала за циљ да разарају хришћанско сељачко становништво у региону. 
Немачки извештач, Хари Штурмер, који је био дописник листа Kölnische Zeitung, који је био наклоњен турским властима, касније је видео „рушевине града које се диме“. Новине тог времена писале су да су многе грчке избеглице, које су побегле из региона, имале ране од бајонета и метака и да су умирали од глади. Осим тога, навели су да су Турци запалили нека од грчких имања.
Такође, муслимански становници града помињу масакр. Они су такође изјавили да су када су Грци отишли, њихове куће су заузели мухаџири (присилни муслимански мигранти). Према сведочењу локалног муслиманског становника, локални муслимани су били срећнији што су Грци били ту и обрађивали земљу, него што су имали мухаџире и описивали су их као странце у региону и називали их „пацовима“ који су „пљачкали, покрали и спалили грчку имовину“. Према другом локалном сведочењу, „толико се пљачкало... сви су узимали оно што је остало од Грка, храну, тепихе, намештај...“. Људи који су припадали локалним мрежама су се радикално разликовали у перцепцији Грка у односу на мухаџире који су били верни другим заједницама. Локалне заједнице су биле наклоњене Грцима.

### Последице
Османске власти покушале су да заташкају инцидент. Међутим, након два дана француски тегљач је стигао у Смирну и проширио вест о масакру. Посада је приметила велики број људи на рту и послала око 700 преживелих на оближњем грчком острву Лезбос. Тамошње грчке власти спасиле су преосталих 5.000–6.000 становника тако што су послале чамце да их довезу на острво. Према Мансијеу, масакр се наставио све до 18. јуна, када више није било грчког становништва и Фокеја је коначно претворена у град духова.
Непосредно пре масакра, округ је достигао популацију од око 23.000 људи од којих су већина били османски Грци, али након присилне миграције и убијања османских Грка услед масакра, становништво целе жупаније се смањило на 4.000. Догађаји у Фокеји изазвали су саосећање за жртве у Европи, посебно у Француској. Људи из Марсеља, који су основали Фокејци око 600. године пре нове ере, прикупили су суму од 20.000 француских франака да подрже избеглице.
Сличну активност су турске нерегуларне банде спроводиле и против неколико других насеља у западној Анадолији, док су једном приликом скоро сви становници села Серекиеји, у близини Менемена, убијени након што су се локални Грци наоружали за отпор. Ови напади на османске Грке изведени су на сличан начин као у то време на јерменско становништво у источним провинцијама Османског царства.
Током 1914. године укупно је око 154.000 етничких Грка који живе у Османском царству изгубило своје домове. Са избијањем Првог светског рата, османска политика против грчких заједница добила је насилнији и систематичнији облик и захватила је шире подручје, укључујући и Понт у северној Анадолији. Ова политика је укључивала конфискацију имовине, као и стварање батаљона принудног рада за све мушкарце у Грчкој. Стога је османска влада депортовала многе османске Грке у унутрашњу Анадолију. 